# Герб Холмогорского района
Герб Холмогорского района — герб одного из муниципальных районов Архангельской области.

## Описание герба
«В лазоревом поле на двух серебряных бегущих в стороны волнах — золотая ладья, сопровождаемая во главе серебряным квадрантом».
Герб Холмогорского муниципального района может воспроизводиться в многоцветном и одноцветном равнодопустимых вариантах (с вольной частью и без вольной части).
Герб Холмогорского муниципального района в соответствии с Методическими рекомендациями по разработке и использованию официальных символов муниципальных образований (Раздел 2, Глава VIII, п.п. 45-46), утверждёнными Геральдическим советом при Президенте Российской Федерации 28 июня 2006 года может воспроизводиться со статусной короной установленного образца.

## Обоснование символики
Холмогорская земля имеет богатую историю и культурные традиции, которые нашли отражение в гербе Холмогорского муниципального района. Село Холмогоры известно с XIV столетия. До основания Архангельска, Холмогоры были административным и торговым центром Придвинья.
Символика ладьи в гербе района многозначна:
— ладья как морское и речное судно указывает на то, что расположенное на берегу Северной Двины, село Холмогоры стало первым русским международным морским портом. Именно отсюда в 1492 году отправилось в Европу посольство Ивана III;
— ладья, поддерживаемая двумя волнами, напоминает очертаниями колыбель — аллегория Холмогорской земли, которая стала колыбелью многих известных людей: великого русского ученого Михаила Васильевича Ломоносова, поэта Николая Рубцова, писателя Николая Жернакова. С этими местами связаны судьбы многих выдающихся людей, деятелей науки и искусства;

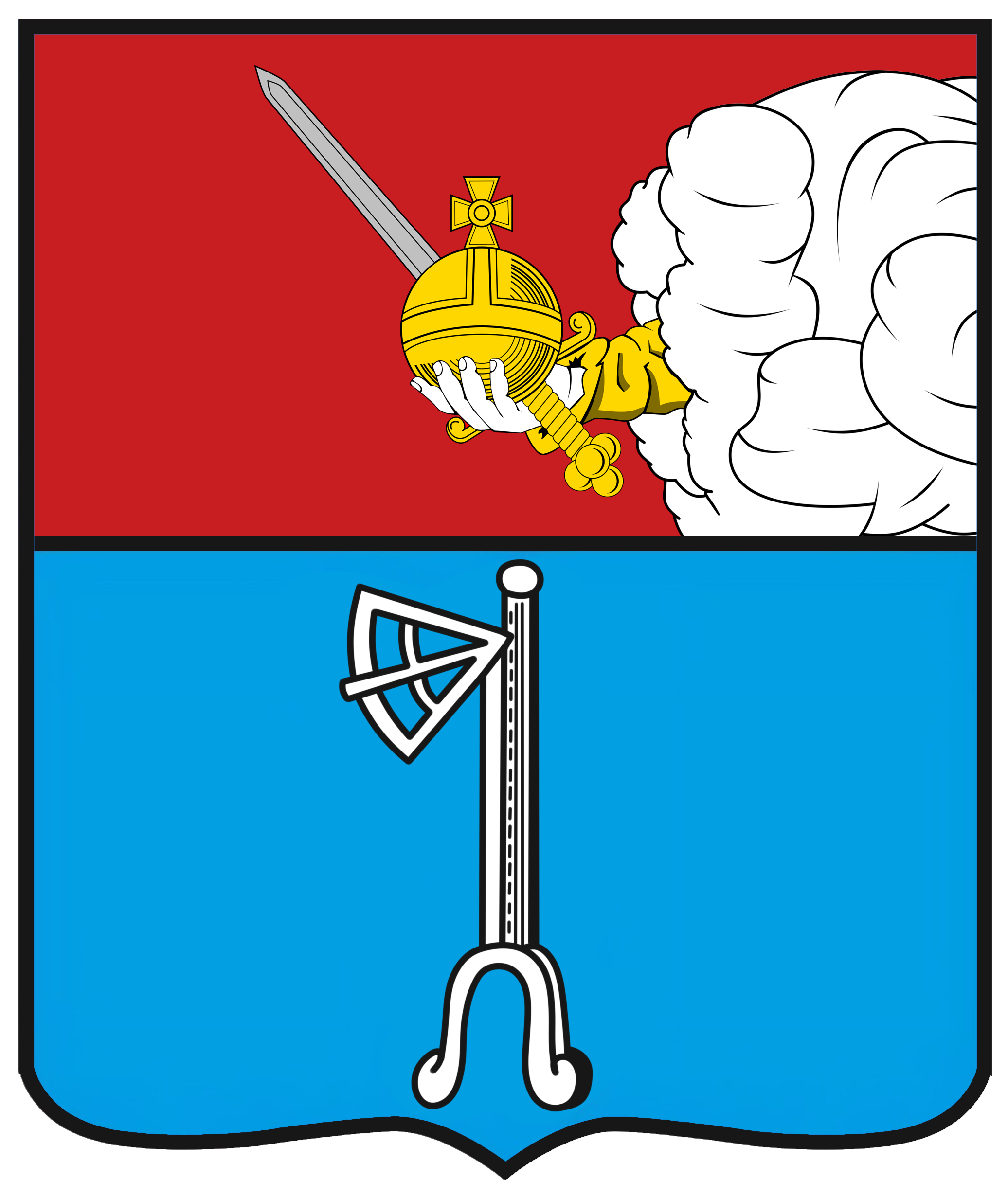
Герб города Холмогоры (1781)

— ладья и астрономический инструмент — квадрант символизируют мореходную школу, открытую в Холмогорах в 1781 году и являющейся старейшим морским училищем нашей страны.
Квадрант в гербе Холмогорского муниципального района, заимствованный из исторического герба уездного города Холмогоры, подчеркивает единство территории и неразрывность истории двух муниципальных образований.
Орнаментальное украшение волн символизирует холмогорские художественные промыслы, один из которых — резьба по кости является визитной карточкой района.
Серебро — символ чистоты, совершенства, мира и взаимопонимания.
Золото — символ урожая, богатства, стабильности, уважения, интеллекта.
Голубой цвет — символ чести, благородства, духовности, возвышенных устремлений; цвет бескрайнего неба и водных просторов.
Герб утверждён решением Собрания депутатов района № 47 от 21 октября 2010 года.
Герб внесен в Государственный геральдический регистр Российской Федерации под № 6535.
Герб разработан при содействии Союза геральдистов России. Аторы герба: идея герба — Константин Моченов (Химки), Евгений Бельков (Архангельск); художник и компьютерный дизайн — Ольга Салова (Москва); обоснование символики — Кирилл Переходенко (Конаково).